# Seznam vrcholů v Poľaně
Seznam vrcholů v Poľaně zahrnuje pojmenované poľanské vrcholy s nadmořskou výškou nad 900 m. K sestavení seznamu bylo použito map dostupných na stránkách hiking.sk. Jako hranice pohoří byly uvažovány hranice stejnojmenného geomorfologického celku.

## Seznam vrcholů
| #   | Vrchol               | Výška (m) | Souřadnice                       | Podcelek             | Přístup                                             |
| --- | -------------------- | --------- | -------------------------------- | -------------------- | --------------------------------------------------- |
| 1.  | Poľana               | 1458      | 48°38′13″ s. š., 19°29′01″ v. d. | Vysoká Poľana        | červená turistická značka                           |
| 2.  | Predná Poľana        | 1367      | 48°37′49″ s. š., 19°27′53″ v. d. | Vysoká Poľana        | neznačeno                                           |
| 3.  | Kopce                | 1334      | 48°39′17″ s. š., 19°29′40″ v. d. | Vysoká Poľana        | červená turistická značka · modrá turistická značka |
| 4.  | Bukovina             | 1294      | 48°40′28″ s. š., 19°25′00″ v. d. | Vysoká Poľana        | neznačeno                                           |
| 5.  | Vepor                | 1277      | 48°42′55″ s. š., 19°27′30″ v. d. | Vysoká Poľana        | červená turistická značka                           |
| 6.  | Brusniansky grúň     | 1271      | 48°40′23″ s. š., 19°28′52″ v. d. | Vysoká Poľana        | neznačeno                                           |
| 7.  | Hrb                  | 1255      | 48°43′51″ s. š., 19°27′27″ v. d. | Vysoká Poľana        | červená turistická značka                           |
| 8.  | Drábovka             | 1251      | 48°37′59″ s. š., 19°26′19″ v. d. | Vysoká Poľana        | neznačeno                                           |
| 9.  | Hajny grúň           | 1208      | 48°41′28″ s. š., 19°28′03″ v. d. | Vysoká Poľana        | červená turistická značka                           |
| 10. | Žiarec               | 1200      | 48°40′15″ s. š., 19°23′35″ v. d. | Vysoká Poľana        | neznačeno                                           |
| 11. | Ľubietovská Bukovina | 1194      | 48°41′15″ s. š., 19°26′20″ v. d. | Vysoká Poľana        | zelená turistická značka                            |
| 12. | Záhorská skala       | 1132      | 48°39′30″ s. š., 19°30′55″ v. d. | Vysoká Poľana        | modrá turistická značka                             |
| 13. | Želobudzka skala     | 1116      | 48°38′23″ s. š., 19°24′23″ v. d. | Vysoká Poľana        | neznačeno                                           |
| 14. | Vrchdetva            | 1063      | 48°36′39″ s. š., 19°27′38″ v. d. | Vysoká Poľana        | modrá turistická značka                             |
| 15. | Sedlo                | 1043      | 48°37′51″ s. š., 19°30′34″ v. d. | Vysoká Poľana        | neznačeno                                           |
| 16. | Hrubá lúčka          | 1027      | 48°38′51″ s. š., 19°23′06″ v. d. | Vysoká Poľana        | neznačeno                                           |
| 17. | Minca                | 1027      | 48°42′02″ s. š., 19°24′42″ v. d. | Vysoká Poľana        | zelená turistická značka                            |
| 18. | Grúň                 | 1026      | 48°40′02″ s. š., 19°26′56″ v. d. | Vysoká Poľana        | neznačeno                                           |
| 19. | Šafraníčka           | 1015      | 48°39′14″ s. š., 19°27′35″ v. d. | Vysoká Poľana        | neznačeno                                           |
| 20. | Kurinec              | 1006      | 48°39′46″ s. š., 19°24′59″ v. d. | Vysoká Poľana        | neznačeno                                           |
| 21. | Ramža                | 986       | 48°40′32″ s. š., 19°31′24″ v. d. | Vysoká Poľana        | neznačeno                                           |
| 22. | Kozí chrbát          | 967       | 48°37′04″ s. š., 19°29′12″ v. d. | Vysoká Poľana        | neznačeno                                           |
| 23. | Hukavský grúň        | 953       | 48°38′15″ s. š., 19°31′46″ v. d. | Vysoká Poľana        | neznačeno                                           |
| 24. | Králička             | 928       | 48°36′40″ s. š., 19°26′09″ v. d. | Vysoká Poľana        | neznačeno                                           |
| 25. | Okrúhle              | 923       | 48°44′11″ s. š., 19°25′53″ v. d. | Vysoká Poľana        | neznačeno                                           |
| 26. | Kopa                 | 922       | 48°35′59″ s. š., 19°26′58″ v. d. | Detvianske predhorie | neznačeno                                           |
| 27. | Javorinka            | 918       | 48°36′14″ s. š., 19°30′02″ v. d. | Vysoká Poľana        | neznačeno                                           |
| 28. | Jaseňový vrch        | 909       | 48°42′19″ s. š., 19°22′35″ v. d. | Vysoká Poľana        | neznačeno                                           |